# Leonardo Ulloa
José Leonardo Ulloa Fernández, född 26 juli 1986, är en argentinsk fotbollsspelare (anfallare) som spelar för Rayo Vallecano.

## Karriär
Den 29 januari 2018 återvände Ulloa till Brighton & Hove Albion på ett låneavtal över resten av säsongen 2017/2018. I augusti 2018 värvades Ulloa av mexikanska Pachuca.